# ちっちゃなパイパイ大作戦!
『ちっちゃなパイパイ大作戦!』（原題: Itty Bitty Titty Committee）は、2007年に製作されたアメリカ合衆国の映画。
『Go!Go!チアーズ』や『Lの世界』で知られるジェイミー・バビット監督作品。2007年の第57回ベルリン国際映画祭にて世界初上映し、テディ賞にノミネートされた。
2007年の東京国際レズビアン&ゲイ映画祭、および関西 Queer Film Festivalにて上映された。

## ストーリー
大学をやめ、彼女とも別れた挙句、姉まで結婚するという事態に見舞われたアナ。そんな彼女は、セィディという女性と出会う。彼女はアンナに Clits In Action（略称： C(i)A）という、急進的なフェミニスト団体に入るようすすめ、アナはその団体とかかわるようになった。

## キャスト
- アナ：メロニー・ディアス（英語版）
- セィディ：ニコール・ヴィシウス
- シュリ：カーリー・ポープ（英語版）
- コートニー：メラニー・メイロン（英語版）
- マーシー：グィネヴィア・ターナー
- カルビン：ダニエラ・シー（英語版）
- ローレル：ジェニー・シミズ
- 歌手：クレア・デュヴァル
- メラニー・リンスキー